# NAS Parallel Benchmarks
NAS Parallel Benchmarks — набір тестів продуктивності націлених на перевірку можливостей високопаралельних суперкомп'ютерів. Вони були розроблені на початку 1990-х в рамках програми NASA Numerical  Aerodynamic Simulation Program і підтримуються в NASA Advanced Supercomputing (NAS) Division, розташованому в NASA Ames Research Center.

## Історія
Більш ранні, ніж NPB, пакети тестових програм, такі як Livermore loops, LINPACK benchmarks і NAS Kernel Benchmark Program [Архівовано 6 червня 2017 у Wayback Machine.], були орієнтовані на векторні комп'ютери. Багато з них швидко стали неадекватні, в тому числі через обмеження, пов'язані з налаштуванням наведеного паралелізму, і недостатній розмір проблем, які не відповідали паралельним системам. Також погано для них підходили і промислові додатки, що працюють у режимі оцінки продуктивності, через велику вартість їх портування на паралельну систему і неможливості автоматичного їх розпаралелювання на великі системи.
Набір тестів NAS Parallel Benchmarks був розроблений у 1991-1992 роках в NASA Ames. Метою створення пакету тестів стала можливість оцінити продуктивність суперкомп'ютерів за кілька годин. До пакету увійшли обчислювальні ядра, найбільш часто виникали при чисельному моделюванні польоту космічного апарата при рішенні завдань гідро - і аеродинаміки.
Спочатку творцями NPB був створений набір правил і рекомендацій для реалізації тестів, що задає допустимі мови програмування, алгоритми, розмірності даних, обмеження на розпаралелювання, організації введення і виводу даних, виміру часу і публікації результатів. У першій випущеної версії, NPB 1, було визначено 8 тестів (EP, MG, CG, FT, LU, SP, BT) і надавалися приклади реалізації на Fortran 77.
Пізніше ними була написана публічно доступна програмна реалізація, що отримала версію 2.0 (1995-1996 роки). У версіях 2.3 (1997) і 2.4 (2002) пакет NPB був доповнений варіантом, розпаралеленим з допомогою стандарту MPI.
У версії NPB 3 були додані реалізації з розпаралелювання OpenMP, а також на мовах Java і High Performance Fortran.

## Тести
В версії 3.3 пакет NPB 3.3 включає в себе 11 тестів.
| Тест | Повна назва                                                              | Версія створення | Опис | Зауваження                                                                                                   |
| ---- | ------------------------------------------------------------------------ | ---------------- | --- | --- |
| MG   | MultiGrid — множинна сітка                                               | NPB 1            | Апроксимація рішення тривимірного дискретного рівняння Пуассона за допомогою V-циклового багатосіточного методу | |
| CG   | Conjugate Gradient — пов'язаний градієнт                                 | NPB 1            | Наближення до найменшого своїм значенням великий розрідженій симетричною позитивно певної матриці з використанням inverse iteration разом з методом сполучених градієнтів як підпрограми для вирішення СЛАР | |
| FT   | Fast Fourier Transform — швидке перетворення Фур'є                       | NPB 1            | Рішення тривимірного рівняння в приватних похідних за допомогою Швидкого перетворення Фур'є (FFT) | |
| IS   | Integer Sort — сортування цілих                                          | NPB 1            | Сортування малих цілих чисел за допомогою карманого сортування | |
| EP   | Embarrassingly Parallel — приголомшливо паралельний                      | NPB 1            | Сортування малих цілих чисел за допомогою Генерація незалежних нормально розподілених випадкових величин за допомогою Marsaglia polar method | |
| BT   | Block Tridiagonal                                                        | NPB 1            | Вирішує синтетичну систему нелінійних диф. рівнянь в приватних похідних (3-вимірної система рівнянь Нав'є-Стокса для стисливої рідини або газу), використовуючи три алгоритму: блочна трехдіагональной схема з методом змінних напрямків (BT), скалярная пятідіагональная схема (SP) і метод симетричною послідовної верхньої релаксації (алгоритм SSOR , завдання LU). | - У теста BT є підтип з великою інтенсивністю вводу-вивода - Всі три версії теста мають мультизонні варіанти |
| SP   | Scalar Pentadiagonal — Скалярний пентадіагональний                       | NPB 1            | Вирішує синтетичну систему нелінійних диф. рівнянь в приватних похідних (3-вимірної система рівнянь Нав'є-Стокса для стисливої рідини або газу), використовуючи три алгоритму: блочна трехдіагональной схема з методом змінних напрямків (BT), скалярная пятідіагональная схема (SP) і метод симетричною послідовної верхньої релаксації (алгоритм SSOR , завдання LU). | - У теста BT є підтип з великою інтенсивністю вводу-вивода - Всі три версії теста мають мультизонні варіанти |
| LU   | Lower-Upper -розкладання за допомогою симетричного методу Гаусса-Зейделя | NPB 1            | Вирішує синтетичну систему нелінійних диф. рівнянь в приватних похідних (3-вимірної система рівнянь Нав'є-Стокса для стисливої рідини або газу), використовуючи три алгоритму: блочна трехдіагональной схема з методом змінних напрямків (BT), скалярная пятідіагональная схема (SP) і метод симетричною послідовної верхньої релаксації (алгоритм SSOR , завдання LU). | - У теста BT є підтип з великою інтенсивністю вводу-вивода - Всі три версії теста мають мультизонні варіанти |
| UA   | Unstructured Adaptive — Неструктурований Адаптивний                      | NPB 3.1          | Рішення рівняння теплопровідності з урахуванням дифузії та конвекції в кубі. Джерело тепла рухливий, сітка нерегулярна і змінюється кожні 5 кроків. | * Використовується 3D Mortar method                                                                          |
| DC   | Data Cube operator — оператор «куб даних»                                | NPB 3.1          | | |
| DT   | Data Traffic — трафік даних                                              | NPB 3.2          | Симуляція обмінів даними між вузлами-джерелами, вузлами-обробниками і вузлами-споживачами | Тільки MPI-версия                                                                                            |